# Aeroportul Gdynia–Kosakowo
Aeroportul Gdynia-Kosakowo (IATA: QYD, ICAO: EPOK) este un aeroport din Kosakowo⁠(d), Gmina Kosakowo⁠(d), Powiat pucki, Voievodatul Pomerania, Polonia ce deservește zona Gdynia. A fost numit după zona deservită.
Aeroportul dispune de 1 pistă.

## Infrastructură

### Piste
Aeroportul dispune de o singură pistă. Pista are orientarea 13/31. 